# Ambassade de France en Slovénie
L'ambassade de France en Slovénie est la représentation diplomatique de la République française auprès de la république de Slovénie. Elle est située à Ljubljana, la capitale du pays. Son ambassadrice est, depuis 2022, Florence Levy.
L'ambassade accueille aussi une section consulaire.

## Ambassadeurs de France en Slovénie
| De   | À    | Ambassadeur                    |
| ---- | ---- | ------------------------------ |
| 1992 | 1996 | Bernard Poncet                 |
| 1996 | 1999 | Françoise Bourolleau           |
| 1999 | 2003 | Olivier de La Baume            |
| 2003 | 2006 | Dominique Gazuy-Fromaget       |
| 2006 | 2009 | Chantal de Ghaisne de Bourmont |
| 2009 | 2012 | Nicole Michelangeli            |
| 2012 | 2016 | Pierre-François Mourier        |
| 2016 | 2018 | Marion Paradas                 |
| 2018 | 2022 | Florence Ferrari               |
| 2022 | auj. | Florence Levy                  |

## Relations diplomatiques
La Slovénie obtient son indépendance de la Yougoslavie le 25 juin 1991. Comme les autres pays de l'Union européenne, la France reconnaît la Slovénie le 15 janvier 1992. Les relations diplomatiques entre les deux pays sont établies le 23 avril 1992.
La France et la Slovénie entretiennent une relation solide. Le souvenir de l’époque des Provinces Illyriennes (Ilirske province, 1809-1813), où l’Empire napoléonien a introduit le Code civil, développé l’instruction publique et fait de la langue slovène le véhicule de l’enseignement, demeure présent. 
Les deux pays ont notamment signé en 2011 un accord de partenariat stratégique pour approfondir leur coopération dans tous les domaines et en particulier sur les questions européennes, la sécurité, l’économie, la culture et la protection de l’environnement. Des objectifs concrets sont déclinés dans un plan d’action pluriannuel.
Un plan d'action franco-slovène, qui décline pour la période 2024-2027 le partenariat stratégique entre les deux pays, a été signé le 8 janvier 2024 à Paris. 
La coopération politique, économique ou culturelle, au niveau bilatéral, européen et multilatéral, a notamment gagné en intensité avec la succession des présidences slovène, puis française, du Conseil de l’Union européenne en 2021-2022. Le dialogue politique est dense, en marge des rencontres européennes, mais également bilatérale, avec un déplacement le 13 novembre 2023 du Premier ministre slovène Robert Golob à Paris, à l’invitation du Président de la République Emmanuel Macron, puis le 8 janvier 2024, de la Ministre des Affaires étrangères Tanja Fajon, à l’invitation de la Ministre Catherine Colonna.

## Relations économiques entre la France et la Slovénie
Avec 3,36Mds€ en 2022, la France demeure le 10ème fournisseur et le 6ème client de la Slovénie. La France exporte principalement en Slovénie du matériel de transports, des équipements mécaniques, informatiques électriques, et en troisième place des produits chimiques, des parfums et des cosmétiques. Les importations françaises en provenance de Slovénie sont également portées par le transport et les équipements mécaniques, informatiques et électriques, mais aussi par les produits métallurgiques et métalliques.
Le fleuron de la relation économique franco slovène est la filiale de Renault, Revoz, qui est l’unique constructeur automobile slovène et l’un des plus grands exportateurs du pays. Elle fait travailler plus de 1 450 personnes dans son usine de Novo Mesto, qui produit en exclusivité toutes les versions de Twingo pour l’ensemble du marché européen. La filière automobile concentre environ la moitié des échanges commerciaux entre les deux pays.
La présence économique française s’est constituée avant l’adhésion de la Slovénie à l’Union européenne en 2004. En 2022, France était le 15ème pays investisseur étranger en Slovénie, avec 1% du stock total (intermédiation financière, automobile). 62 sociétés françaises disposent de filiales et bureaux de représentation en Slovénie (Renault, Leclerc, Decathlon, Lactalis, Véolia, Suez, Trigano, Orpea …). 
Créé en septembre 2017 et lancé officiellement en janvier 2018, le club d’affaires franco-slovène (31 membres, en décembre 2023) promeut la coopération économique entre la France et la Slovénie, au profit des petites, moyennes et grandes entreprises dans tous les secteurs économiques. Une loi adoptée en 2020 a mis en place un cadre favorisant l’offre européenne, ouvrant ainsi aux entreprises françaises de nouvelles possibilités d’investissement en Slovénie.

## Coopération culturelle, scientifique et technique entre la France et la Slovénie
Créé en 1967, l’Institut français de Slovénie, situé en plein cœur de Ljubljana, est un acteur connu de la coopération culturelle franco-slovène.
La Slovénie développe une politique culturelle ambitieuse, tournée vers l’Europe, et fait de la France l’un de ses partenaires les plus actifs dans la célébration des grands projets culturels du pays, dont Nova Gorica, capitale européenne de la culture 2025. Le cinéma, la littérature classique et contemporaine ainsi que la chanson française y sont très populaires. La France est l’un des principaux soutiens financiers de la traduction d’ouvrages étrangers en slovène. Un accord de partenariat a été conclu en 2019 entre Ljubljana et Angoulême dans le domaine de la bande-dessinée.
Dans le domaine universitaire et scientifique, les deux pays coopèrent dans plus d’une centaine de projets scientifiques bilatéraux, européens et internationaux. Le gouvernement français soutient la mobilité des chercheurs via le programme PHC Proteus, qui co-finance 20 projets bilatéraux. La coopération universitaire est riche, avec plus de 200 partenariats conclus via le programme Erasmus. Les trois universités publiques du pays font partie d’alliances d’universités européennes comprenant des établissements français d’enseignement supérieur.
Si l’entrée de la Slovénie en 2004 dans l’Union européenne a conforté la place du français dans le système éducatif, la langue reste peu étudiée par les élèves slovènes, mais les effectifs d’apprenant restent stables depuis une dizaine d’années (environ 1,1% des élèves du primaire et du collège et 2,5% des lycéens). La signature, le 16 mars 2022, d’un arrangement de coopération bilatérale dans le domaine de l’éducation dans les écoles primaires, collèges et lycées slovènes pour les années 2022-2025 établit un programme de travail conjoint qui marque la bonne coopération de l’ambassade et de l’Institut français avec le ministère slovène de l’éducation.
La Slovénie dispose du statut d’observateur dans l’Organisation internationale de la francophonie (OIF) depuis 1999. Elle a signé en 2005 avec l’OIF, et reconduit par la suite, un mémorandum de partenariat qui a permis d’engager un ambitieux programme d’apprentissage du français, confié à l’Institut français de Slovénie, pour plus de 1000 fonctionnaires slovènes de divers ministères. Un groupe des Ambassadeurs de la Francophonie a été créé en 2021.

## Consulat

### Communauté française
Le nombre de Français établis en Slovénie est estimé à environ 900. Au 31 décembre 2023, 806 sont inscrits sur les registres consulaires.
| 2001 | 2002 | 2003 | 2004 |
| ---- | ---- | ---- | ---- |
| 380  | 388  | 430  | 457  |

| 2005 | 2006 | 2007 | 2008 |
| ---- | ---- | ---- | ---- |
| 515  | 569  | 612  | 638  |

| 2009 | 2010 | 2011 | 2012 |
| ---- | ---- | ---- | ---- |
| 638  | 667  | 682  | 702  |

| 2013 | 2014 | 2015 | 2016 |
| ---- | ---- | ---- | ---- |
| 679  | 713  | 720  | 735  |

### Circonscriptions électorales
Depuis la loi du 22 juillet 2013 réformant la représentation des Français établis hors de France avec la mise en place de conseils consulaires au sein des missions diplomatiques, les ressortissants français en Slovénie font partie d'une circonscription recouvrant l'Autriche, la Slovaquie et la Slovénie et élisent pour six ans quatre conseillers consulaires. Ces derniers ont trois rôles : 
1. ils sont des élus de proximité pour les Français de l'étranger ;
2. ils appartiennent à l'une des quinze circonscriptions qui élisent en leur sein les membres de l'Assemblée des Français de l'étranger ;
3. ils intègrent le collège électoral qui élit les sénateurs représentant les Français établis hors de France.

Depuis le 17 octobre 2023, les quatre conseillers des Français de l'étranger de la circonscription sont M. Frédéreic Le Vouedec-Gueganno, M. Vincent Roué, M. Fabrice Tressard et M. Patrick Ugo.
Pour l'élection à l'Assemblée des Français de l'étranger, la Slovénie appartenait jusqu'en 2014 à la circonscription électorale de Vienne, comprenant aussi l'Albanie, l'Autriche, la Bosnie-Herzégovine, la Bulgarie, la Croatie, la Hongrie, la Macédoine, le Monténégro, la Pologne, la Roumanie, la Serbie, la Slovaquie et la République tchèque, et désignant trois sièges. La Slovénie appartient désormais à la circonscription électorale « Allemagne-Autriche-Slovaquie-Slovénie-Suisse » dont le chef-lieu est Genève et qui désigne onze de ses 35 conseillers consulaires pour siéger parmi les 90 membres de l'Assemblée des Français de l'étranger.
Pour l'élection des députés des Français de l’étranger, la Slovénie dépend de la 7e circonscription. Le député de la circonscription, réélu en 2024, est Frédéric Petit.